# Бојана Грабовац
Бојана Грабовац (Нови Сад, 26. јун 1987) српска је телевизијска и позоришна глумица.

## Биографија
Рођена у Новом Саду, Бојана Грабовац је глуму дипломирала у класи професора доктора Владимира Јевтовића на одсеку за глуму Факултета драмских уметности Универзитета уметности у Београду.
Своју прву телевизијску улогу остварила је у серији Здравка Шотре Грех њене мајке, а касније је играла и у остварењу истог редитеља, Непобедиво срце. Појавила се и у телевизијском шоу програму „Кабаре”.
Двострука је добитница награде „Витешко срце” за најбољу епизодну женску улогу на фестивалу „Штрих”. Ради као предавач у школи глуме „Маска”.

## Филмографија
| Год.          | Назив                         | Улога               |
| ------------- | ----------------------------- | ------------------- |
| 2008.         | Паре или живот                |                     |
| 2009—2010.    | Грех њене мајке               | Олга Перић          |
| 2011—2012.    | Непобедиво срце               | Вида                |
| 2013.         | Цимерке                       | Сандра              |
| 2015.         | Андрија и Анђелка             | Радница у DVD клубу |
| 2016.         | Сумњива лица                  | Каћа                |
| 2020 – у току | Игра судбине                  | Маријана Јовановић  |
| 2021.         | Бележница професора Мишковића | Милунова жена       |
| 2023.         | Салигија                      |                     |